# Seleção Carioca de Futebol
A Seleção Carioca de Futebol foi a convocação dos melhores jogadores dos clubes cariocas para a disputa de amistosos ou competições, destacando-se a disputa do Campeonato Brasileiro de Seleções estaduais, jogado 29 vezes de 1922 a 1962 e mais uma vez em 1987.
Desde 1901, a Seleção Carioca disputava amistosos e algumas competições, principalmente contra a Seleção Paulista, sua grande rival.

## História
Nasceu representando a cidade do Rio de Janeiro enquanto então capital do Brasil e Distrito Federal (1891–1960), depois o estado da Guanabara (1960–1975) e por fim representou o atual estado do Rio de Janeiro.
Antes da fusão dos estados existia, paralelamente, a Seleção Fluminense de Futebol, representante do antigo estado do Rio do Janeiro (correspondente ao atual interior e que tinha Niterói como capital). As duas seleções (carioca e fluminense) se enfrentaram em algumas ocasiões. "Carioca" é a referência aos nascidos na atual capital estadual, enquanto "fluminense" é o gentílico oficial do estado.
A Seleção do Rio de Janeiro campeã do último Campeonato Brasileiro de Seleções Estaduais, em 1987, começou representada pelo Vasco da Gama de Romário e Dinamite, mas na fase final usou os jogadores do Americano, clube de Campos dos Goytacazes. Na edição anterior, em 1962, a única que jogou enquanto seleção do Estado da Guanabara, ficou com o vice.
Na história do Brasileirão de Seleções, a Seleção Carioca ganhou 15 títulos (13 pela CBD, 1 pela FBF e 1 pela CBF; estas organizaram, respectivamente, 26, 3 e 1 edição do campeonato), contra 13 de São Paulo, 1 da Bahia e 1 de Minas Gerais. Em 1935, foi duas vezes campeão, pois venceu os campeonatos da CBD e FBF.
A Seleção Carioca, desde 1901, fez 134 jogos contra a Seleção Paulista.[carece de fontes?] Em 1907, contra esta, ficou com o vice da Taça Brasil.
Os maiores artilheiros da seleção carioca foram Nilo (52 gols); Russinho (35 gols); Carvalho Leite (34 gols); Henry Welfare (31 gols) e Osvaldinho (23 gols); Carreiro (20 gols); Leonidas da Silva (19 gols); Zezé, Pirilo e Ademir (17 gols cada).

## Jogos
Legenda:      Vitórias —      Empates —      Derrotas

### Amistoso
| Data                 | Seleção          | Placar | Adversário | Local                                    |
| -------------------- | ---------------- | ------ | ---------- | ---------------------------------------- |
| 02 de agosto de 1928 | Distrito Federal | 3 – 2  | Sporting   | Estádio São Januário, Rio de Janeiro, RJ |

### Campeonato Brasileiro de Seleções
| Nº | Data                   | Seleção          | Placar | Adversário        | Local                                            |
| -- | ---------------------- | ---------------- | ------ | ----------------- | ------------------------------------------------ |
| 1  | 25 de julho de 1922    | Distrito Federal | 4 – 2  | Rio de Janeiro    | Estádio da Rua Paysandu, Rio de Janeiro, RJ      |
| 2  | 30 de julho de 1922    | Distrito Federal | 2 – 2  | Bahia             | Estádio da Rua Paysandu, Rio de Janeiro, RJ      |
| 3  | 6 de agosto de 1922    | Distrito Federal | 2 – 0  | Rio Grande do Sul | Estádio de General Severiano, Rio de Janeiro, RJ |
| 4  | 13 de agosto de 1922   | Distrito Federal | 1 – 4  | São Paulo         | Estádio Chácara da Floresta, São Paulo, SP       |
| 5  | 7 de outubro de 1923   | Distrito Federal | 4 – 1  | Rio de Janeiro    | Estádio das Laranjeiras, Rio de Janeiro, RJ      |
| 6  | 21 de outubro de 1923  | Distrito Federal | 2 – 0  | Bahia             | Estádio das Laranjeiras, Rio de Janeiro, RJ      |
| 7  | 28 de outubro de 1923  | Distrito Federal | 0 – 4  | São Paulo         | Estádio das Laranjeiras, Rio de Janeiro, RJ      |
| 8  | 23 de novembro de 1924 | Distrito Federal | 8 – 3  | Rio de Janeiro    | Estádio das Laranjeiras, Rio de Janeiro, RJ      |
| 9  | 14 de dezembro de 1924 | Distrito Federal | 7 – 2  | Bahia             | Estádio das Laranjeiras, Rio de Janeiro, RJ      |
| 10 | 21 de dezembro de 1924 | Distrito Federal | 1 – 0  | São Paulo         | Estádio das Laranjeiras, Rio de Janeiro, RJ      |
| 11 | 19 de julho de 1925    | Distrito Federal | 6 – 0  | Espírito Santo    | Estádio das Laranjeiras, Rio de Janeiro, RJ      |
| 12 | 2 de agosto de 1925    | Distrito Federal | 3 – 0  | Minas Gerais      | Estádio das Laranjeiras, Rio de Janeiro, RJ      |
| 13 | 23 de agosto de 1925   | Distrito Federal | 2 – 0  | Bahia             | Estádio das Laranjeiras, Rio de Janeiro, RJ      |
| 14 | 13 de setembro de 1925 | Distrito Federal | 1 – 1  | São Paulo         | Estádio das Laranjeiras, Rio de Janeiro, RJ      |
| 15 | 20 de setembro de 1925 | Distrito Federal | 3 – 2  | São Paulo         | Estádio das Laranjeiras, Rio de Janeiro, RJ      |

## Títulos

### Títulos oficiais
- Campeonato Brasileiro de Seleções Estaduais: 15 (1924, 1925, 1927, 1928, 1931, 1935-CBD, 1935-FBF, 1938, 1939, 1940, 1943, 1944, 1946, 1950 e 1987)

### Torneios amistosos
- Torneio João Lira Filho: 1955

### Categorias de base
- Campeonato Brasileiro Juvenil de Seleções (Sub-20): 3 (1953, 1978 e 1979)